# Кенгирское водохранилище
Кенгирское водохранилище — одно из водохранилищ Казахстана, его длина — 33 км, ширина — 1,6 км.
Кенгирское водохранилище расположено на территории Улытауского района Улытауской области, на его южном побережье раскинулся город Жезказган.
Водохранилище образовано в 1952 году. Площадь — 37 км², объём — 0,319 км³. Оно осуществляет многолетнее регулирование стока. Используется для энергетики и ирригации.
Строительство водохранилища началось в 1940 году, через год было приостановлено из-за войны, в 1946 году возобновилось. Водохранилище было построено в 1952 году и наполнено спустя два года. Проектная ёмкость водохранилища была 120 млн м³, после начала строительства была увеличена до 173 млн м³. Проектный уровень — 373 метра.